# 查理大桥

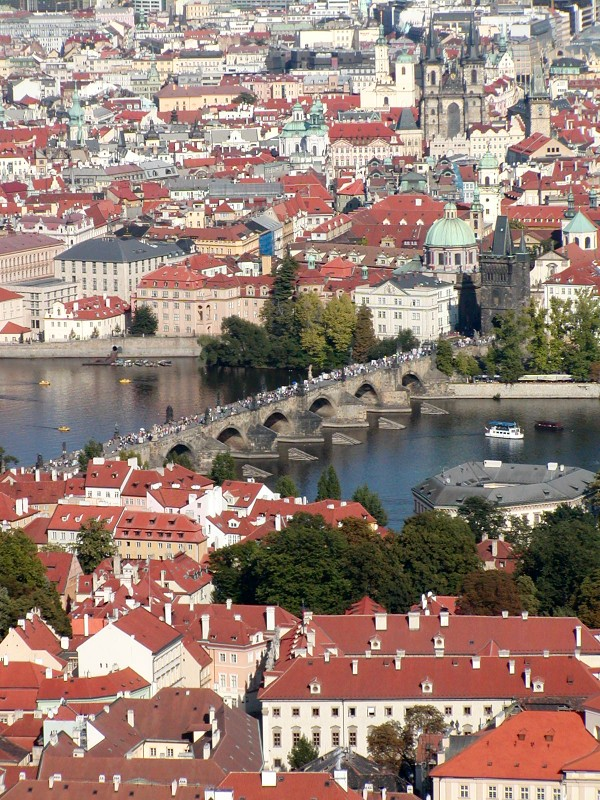
由佩特任瞭望塔望向查理大桥

查理大桥（捷克語： listenⓘ）是捷克共和国首都布拉格市内，一座跨越伏尔塔瓦河的著名的历史桥梁。精确定位：50°5′11.21″N 14°24′42.68″E / 50.0864472°N 14.4118556°E。它由波希米亚国王雷爾一世始建于1357年，完成于15世纪初。直到1841年，作为跨越伏尔塔瓦河的唯一桥梁，查理大桥是联接老城与布拉格城堡及邻近地区最重要的通道，也使得布拉格成为东西欧之间重要的贸易通道。该桥最初称为“石桥”（Kamenný most）或“布拉格桥”（Pražský most），直到1870年才命名为“查理大桥”。
查理大桥长516公尺，宽约10公尺，16个桥拱拥有防冰装置，两端有3座桥塔，其中两座位于布拉格小城一侧，一座位于布拉格老城一侧。老城桥塔经常被认为是世界上最令人惊讶的世俗哥特式建筑之一。该桥上安放有30座雕塑，其中多数为巴洛克风格，竖立于1700年前后，不过现在看到的都是复制品。修复护理大桥的期程将在2019年下半年开始，将为期20年之久。

## 历史

### 建造
该桥使用波希米亚砂岩建造。根据传说，建造者在用来粘合石块的灰浆中加入了鸡蛋，以使桥梁更加坚固。虽然这一传说的真实性已无法证实，但是现代的科学实验对灰浆的无机和有机成分进行了检验。最终，鸡蛋的使用得到了证实。查理大桥直到15世纪初才建造完成。为了桥梁的维护，通行者须缴纳通行费。通行费最初是由总会设在附近的天主教修会“红星十字架骑士”征收，后来改由老城市政当局征收（直到1815年）。

### 19世纪

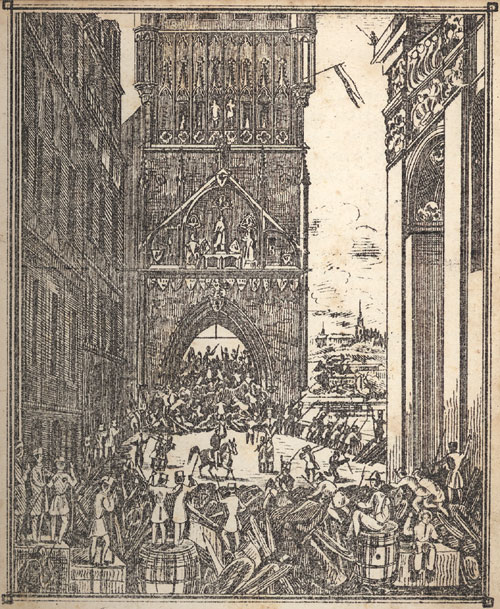
1848年革命期间的老城桥塔

在历史上，查理大桥曾经遭受过数次浩劫，也见证了许多历史事件。传说中，查里大桥是在1357年7月9日早上5点31分开始兴建；而且，查里四世还亲自放下了第一块砖。兴建时间的精确度对神圣的罗马皇帝是很重要的，因为他非常地相信数字学；而1357 97 531是回文，从而会使查里大桥更加坚强。这座桥的兴建用时45年，在1402年完工。1432年的一场洪水毁坏了三根桥柱。1496年，在一根桥墩坍塌后，第三个桥拱（从老城一侧计算）因被水侵蚀而毁坏（修复工程完成于1503年）。在白山战役一年后，1621年6月21日，27名反对哈布斯堡王朝的造反领袖在此遭到处决，遇难者被斩下的首级悬挂在老城桥塔，以恫吓捷克人，阻止他们的反抗。在三十年战争末期的1648年，瑞典占领了伏尔塔瓦河西岸，当他们试图向老城推进时，空前激烈的战斗就在桥上展开。战斗中，瑞典军对老城桥塔的面河一侧造成了严重损坏，后来残存的哥特式装饰物也被迫移走。在17世纪末和18世纪初，在桥墩上安放了一组巴洛克雕像，该桥的形象就此定型。在1784年的大洪水中，5根桥墩严重受损，尽管桥拱没有坍塌，桥上的交通还是被迫严格限制了一段时间。 

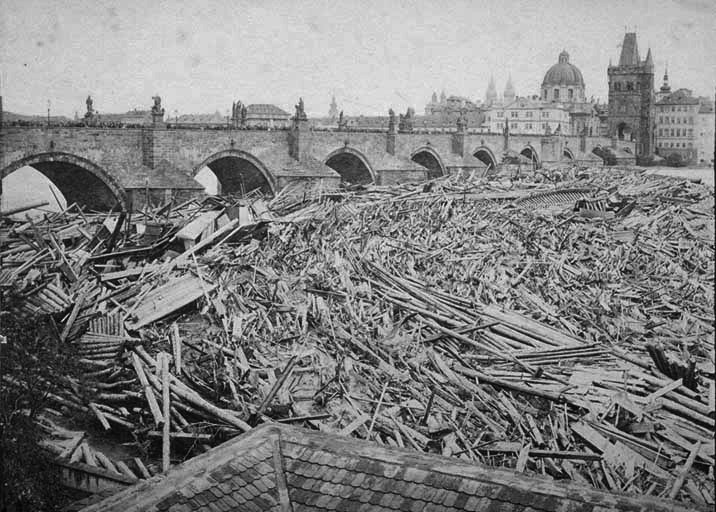
1872年洪水中的查理大桥

在1844年，前往坎泊岛的楼梯被从新换过。次年，另一场大洪水威胁了桥梁，但是大桥逃脱了严重的损坏。在1848年革命期间，该桥在炮战中大体上安然无恙，只是一些雕塑受到了损坏。1866年，仿哥特式燃气灯（后改为使用电能）竖立在两侧的栏杆上。在1870年，第一条定期开行的公共交通线路通过该桥（1870年以后正式称为“查理大桥”），后来改为 horse-tram。在1874年到1883年之间，桥塔也进行了重建。
1890年9月5日，另一次灾难性的洪水袭击了布拉格，使查理大桥严重受损。从上游顺流而下的无数木筏、圆木和其他漂浮物体逐渐形成一个巨大的障碍物。3个桥拱在巨大的压力下坍塌，2个桥墩受到侵蚀而崩塌，其余的也部分受损。第5个桥墩上的依纳爵·罗耀拉和圣方济·沙勿略两尊雕塑都落入河中（前者被圣西里尔和美多德雕像所取代，后者又被原作的复制品取代）。修复工程持续了2年，花费了665,000 克朗。大桥重新开放于1892年11月19日。

### 20世纪至今

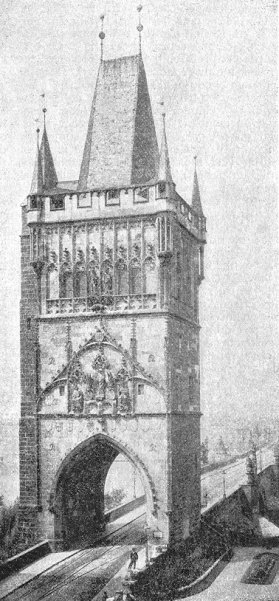
1903年的查理大桥，标出了马车轨道

20世纪初，查理大桥的交通量急剧增长。1905年5月15日是马车轨道通过该桥的最后一天，此后改为电车，1908年又加入了公共汽车。在第二次世界大战末期，在老城桥塔入口处设置了路障。从1965年到1978年，各种科学和文化机构通力合作，对该桥进行了大修。桥墩的稳定性得到了保证，所有破损的石块都换上了新石块，沥青路面被移除，此后一切通过查理大桥的非步行交通方式都被禁止，查理大桥成为了一座只允许步行通过的桥梁。修复工程花费5000万克朗。
在1990年代，一些人开始批评该桥先前的重建工程，建议进行新的重建工程。当新千年开始时，大多数专家认为先前的重建并非没有瑕疵，但是专家们同样认为对这座桥梁的过多修理可能是不必要的。但是，在灾难性的2002年洪水之后（虽然只对桥梁造成较小的损害），当局还是决定对该桥的小城一侧的两个桥墩（8号和9号）进行修复和加固，这是唯二没有在1890年洪水后得到修理的桥墩。洪水加强了支持全面重建该桥者的声音，2005年，桥墩的修理被认为是重建的第一阶段，特别集中于新建一个 hydroisolation 系统保护桥梁。整个重建工程将在2007年到2010年之间，在不需要关闭桥梁的情况下逐步进行。

## 桥上的雕塑
30座巴洛克雕塑安放在栏杆。
从1965年开始，所有雕塑已经有系统地用复制品代替，原作移往国家博物馆展出。